# ابتسام عبد الله (كاتبة)
ابتسام عبد الله الدباغ (1943 - 7 مارس/آذار 2023)، مترجمة وإعلامية وروائية عراقية، متخصصة في كتابة القصة القصيرة والترجمة الأدبية.

## الحياة المُبكّرة والتعليم
وُلدت ابتسام عبد الله في كركوك، وسكنت بغداد. أكملت دراستها في معهد المدرسين العالي بقسم اللغة الإنجليزية، وتخرجت منه علم 1964، اعتبارًا من عام 2001، كانت قد نشرت أربع روايات ومجموعة واحدة من القصص القصيرة. وأشهر رواياتها هي «بلاد ما بين النهرين» التي نُشرت في بغداد عام 2001. في العام نفسه، شغلت منصب رئيسة تحرير مجلة الثقافة الأجنبية، وهي مجلة ربع سنوية مخصصة للأدب والثقافة الأجنبية، وتعتبر المجلة الوحيدة من نوعها في العراق. توقَّفت المجلة عن الصدور في أعقاب الغزو الأمريكي للعراق عام 2003.
ترجمت ابتسام عبد الله العديدِ من الأعمال الأدبية الغربية إلى العربية، ولا سيما رواية جي إم كويتزي الحائزة على عدّة جوائز وكذلك رواية في انتظار البرابرة. وترجمت أيضًا مذكرات ميكيس ثيودوراكيس وأنجيلا ديفيس. تشتهر كتابات ابتسام عبد الله بتجاذب الموضوعات النسوية مع القضايا الاجتماعية والسياسية المعاصرة. ظهرت بعض قصصها القصيرة مترجمةً باللغة الإنجليزية، واشتهرت في العراق كصحفية واعلامية وشخصية تلفزيونيّة.

## عضوية ومناصب
- عينت في المؤسسة العامة للصحافة سنة 1968 وتولت مسؤولية قسم المتابعة.
- رئيسة قسم الأخبار والترجمة في التلفزيون العراقي.
- كانت مترجمة ومسؤولة عن قسم الأفلام.
- عملت محررة ومترجمة في جريدة الجمهورية
- محررة ومترجمة في مجلة ألف باء الأسبوعية من عام 1969 وحتى عام 2003.

## برامج
- نافذة على العالم
- سيرة وذكريات

## قائمة أعمالها
- فجر نهار وحشي: قصة، 1984.

ومن أبرز أعمالها المترجَمة إلى اللغة الإنجليزيّة:
- الحضانة: قصّة قصيرة صدرت في مجلّة بانيبال (2003) والرواية العراقية المعاصرة: مختارات (2008) لشاكر مصطفى مصطفى.[21][22]
- في الحديقة: قصة قصيرة نُشرت في الأهرام ويكلي في تشرين الثاني/نوفمبر 1998 بترجمة دنيس جونسون ديفيز.[23][24]
- ترجمة كتاب (يوميات المقاومة في اليونان) مشتركة مع المترجمة أمل الشرقي.
- ترجمة كتاب (في انتظار البرابرة).[25]

## وفاتها
توفيت ابتسام عبد الله في 7 مارس/آذار 2023 عن عمر ناهز 80 عاماً.